# Hoher Rat von Holland, Zeeland und Westfriesland
Der Hohe Rat von Holland, Zeeland und Westfriesland (Hoge Raad van Holland, Zeeland en West-Friesland oder kürzer Hoge Raad van Holland en Zeeland) war ab 1581 das höchste Gericht in diesen Provinzen. Er bestand bis 1795.

## Geschichte
Das Streben nach einheitlicher Rechtsprechung unter einem höchsten niederländischen Gericht führte im 15. Jahrhundert zur Einrichtung des Großen Rats von Mecheln. Die Rechtseinheit unter diesem höchsten Gerichtshof in den Burgundischen Niederlanden hatte Bestand, bis 1581 mit dem Plakkaat van Verlatinghe der König von Spanien nicht länger als Landesherr anerkannt wurde. Die nördlichen Provinzen erneuerten auch auf juristischem Gebiet ihre Selbstständigkeit. Anfangs hatte jede Provinz ihr eigenes oberstes Gericht, den Hof. Es bestand zwar die Absicht, als Nachfolger des Großen Rats einen übergeordneten Gerichtshof zu errichten, den Hohen Rat, was dann tatsächlich 1582 auch geschah, doch wurde dieser Rat dann lediglich in Holland und (1587) Zeeland anerkannt.  der „Hof van Holland“, behielt auch in der Republik die Verantwortung für die zeeländischen Angelegenheiten;  die übrigen Provinzen blieben autonom und regelten ihre Rechtsangelegenheiten auf andere Weise. Der Hohe Rat blieb bis 1795, bis zur Ausrufung der Batavischen Republik, bestehen.
Die Mitglieder des Hohen Rats wurde teils von den „Staten van Holland en West-Friesland“, teils von den „Staten van Zeeland“ ernannt. Das bekannteste Ratsmitglied des Hohen Raades (seit 1704) und von 1723 Präsident bis zum Lebensende war Cornelis van Bynkershoek (1673–1743) Einige Ratsmitglieder fertigten Berichte über die Arbeit des Rates an, so neben Bynkershoek auch Pieter Ockers, der von 1669 bis 1678 Ratsherr war, und Willem Pauw, dessen Notizen bis 1787 reichen.
Obwohl das höchste niederländische Gericht ab 1838 ebenfalls Hoher Rat hieß und ab 1806 ein Obergericht war (Hoher Rat der Niederlande), kann man nicht von Kontinuität sprechen, da der Hohe Rat von Holland und Zeeland nur zwei Provinzen umfasste.

### Der Hoge Raad van Holland en Zeeland und dessen Rechtsprechung
- Eduard Meijers: Uitgegeven en onuitgegeven rechtspraak van den Hoogen Raad en het Hof van Holland, Zeeland en Westfriesland. In: Tijdschrift voor Rechtsgeschiedenis, Jg. 1 (1918/1919), S. 400–421.
- Christel Madeleine Odile Verhas: Le Hoge Raad (1582–1795). In: Bernhard Diestelkamp (Hg.): Oberste Gerichtsbarkeit und zentrale Gewalt im Europa der frühen Neuzeit. Böhlau, Köln 1996, ISBN 3-412-02896-7, S. 127–152.
- Marie-Charlotte Le Bailly, Christel Madeleine Odile Verhas: Hoge Raad van Holland, Zeeland en West-Friesland (1582–1795). De hoofdlijnen van het procederen in civiele zaken voor de Hoge Raad zowel in eerste instantie als in hooger beroep. Verloren, Hilversum 2006, ISBN 90-6550-918-6.
- Christian Brom: Urteilsbegründungen im „Hoge Raad van Holland, Zeeland en West-Friesland“ am Beispiel des Kaufrechts im Zeitraum 1704–1787. Lang, Frankfurt am Main 2008, ISBN 978-3-631-58318-0.

### Pieter Ockers
- Helene C. Gall (Hg.): Regtsgeleerde decisien. Aan de raadsheer Pieter Ockers toegeschreven aantekeningen betreffende uitspraken van het Hof (1656–1669) en de Hoge Raad (1669–1678) van Holland, Zeeland en West-Friesland (= Werken der Stichting tot Uitgaaf der Bronnen van het Oud-Vaderlandse Recht, Bd. 27). Cabeljauwpers, Amsterdam 2002, ISBN 90-801451-9-X.
- A. J. B. Sirks: De Decisiën van Pieter Ockers (1628–1678). In: Tijdschrift voor Rechtsgeschiedenis, Jg. 71 (2003), S. 197–210.

### Cornelis van Bijnkershoek
- Oncko Wicher Star Numan: Cornelis van Bynkershoek. Zijn leven en zijne geschriften. Hazenberg, Leiden 1869.
- Eduard Meijers, Anne S. de Blécourt, Helgard Dewald Johannes Bodenstein (Hg.): Cornelii van Bijnkershoek Observationes Tumultuariae. 5 Bände. H.D. Tjeenk Willink, Haarlem 1923–1962.
- Govaert C.C.J. van den Bergh: Der Präsident Cornelis van Bijnkershoek, seine Bedeutung und sein Nachruhm. In: Zeitschrift für europäisches Privatrecht, Jg. 3 (1995), S. 423–437.
- Boudewijn Sirks: „Sed verum est, sententias numerari, non ponderari“ (C. van Bijnkershoek, Obs. Tum. 2628 & 2678). In: Fundamina. A journal of legal history, Jg. 11 (2005), S. 285–303.

### Willem Pauw
- Lambert Etienne van Holk: Mr. Willem Pauw (1712–1787). In: Tijdschrift voor Rechtsgeschiedenis, Jg. 30 (1962), S. 358–362.
- Robert Feenstra u. a. (Hg.): Wilhelmi Pauw Observationes Tumultuariae Novae. 3 Bände. H.D. Tjeenk Willink, Haarlem 1964–1971.

### Allgemeine Geschichte
- Christian Schäfer: Ein Bündnis von sieben Provinzen - die politische Struktur der Republik In: Geschichte der Niederlande niederlande.net Westfälische Wilhelms-Universität Münster